# ایوبیی
ایوبیی (به ترکی استانبولی: Eyyübiye) یک منطقهٔ مسکونی در ترکیه است که در استان شانلی‌اورفه واقع شده‌است. ایوبیی ۳۸۶٬۸۵۲ نفر جمعیت دارد.